# Netcraft
Netcraft är ett företag i Bath i England som specialiserat sig på att tillhandahålla olika tjänster som håller reda på internetuppkopplade servrars tillgänglighet. Mest kända är de för sin fritt tillgängliga webbsajt innehållande statistik över vilka operativsystem, serverprogram och internetleverantörer som internetuppkopplade webbservrar använder. 
Tjänsten i fråga kan dessutom i vissa fall visa webbservrars uptime, det vill säga hur lång tid som gått sedan senaste systemomstart. Inom Internetkulturen lever varianter av frasen "Netcraft confirms that <namnet på någon mjukvara> is dying" ("Netcraft bekräftar att <namnet på någon mjukvara> är utdöende") som en mem, vilket baserar sig på användandet av företagets statistik i press releases relaterade till olika operativsystems och andra mjukvarors andelar av webbservermarknaden i nyhetsartiklar postade till bland annat Slashdot.
Netcraft tillhandahåller även ett verktygsfält för webbläsare som sägs hjälpa användaren att undvika phishing.